# Atlas Linter
Atlas Linter is een Belgische voetbalclub uit Linter, meer bepaald de deelgemeente Drieslinter. De club is bij de KBVB aangesloten met stamnummer 9377 en heeft rood-wit als clubkleuren. De ploeg treedt aan in vierde provinciale F in Brabant en het speelt zijn thuiswedstrijden in het Kosterstadion.
Sinds de aansluiting bij de KBVB slaagde de club erin enkele keren te promoveren naar derde provinciale. Ze behoren nog tot 1 van de 2 bestaande clubs in Linter naast KSV Drieslinter. 
In het seizoen 2024/2025 heeft Atlas drie ploegen in competitie. Een A-kern, een reservenploeg en een veteranenploeg die uitkomt in het recreatief voetbal van Voetbal Vlaanderen.

## Geschiedenis
Eind jaren '70 was er maar 1 club in Drieslinter genaamd Stormvogels Drieslinter ('Den SV' in de volksmond). Deze club had een uitstekende jeugdwerking en dus ook een zeer succesvolle juniorenploeg waar Raymond Herinckx ('Moke' voor de vrienden) deel van uitmaakte. In het seizoen ’78-’79 speelde ze met deze juniorenploeg kampioen. Echter mochten ze van de club geen kampioenenbal vieren in de eigen kantine tenzij ze betaalde voor de huur van de zaal. Dit besluit viel niet in goede aarde bij de junioren waarop ze besloten om hun kampioenenbal te vieren in dancing Napoli, huidige site van supermarktketen Spar te Drieslinter. Met de opbrengst van dit bal werd in 1980 de club Atlas Linter in het leven geroepen.
Het waren Michel Herinckx (vader van Raymond) en Werner Schiemsky (trainer van de juniorenploeg) die samen met Etienne Van Langenhoven het initiatief namen om de club op te richten. Ze huren een stuk grond van de kerkfabriek en sloten zich aan bij de liefhebbersbond (KBLVB). Het gehuurde stuk grond, dat later het Kosterstadion zou heten, ligt bovenaan de Pelsstraat nota bene 900m verder dan de terreinen van KSV Drieslinter. Dit in combinatie met de hele historie achter het ontstaan van Atlas Linter zorgt ervoor dat 'Den SV' en 'Den Atlas' als eeuwige rivalen op het veld door het leven gaan. Men spreekt dan ook over dé Linterse derby als beide teams tegenover elkaar staan.
Naast het veld kunnen de spelers van beide clubs het wel goed met elkaar vinden.
Michel was tot zijn overlijden in 2024 nog steeds de voorzitter, al was door zijn leeftijd het takenpakket tot een minimum beperkt en wordt alles overgenomen door het huidige bestuur. Sinds het overlijden van zijn vader is Raymond de voorzitter van de club. Zijn taken van gerechtelijk correspondent en secretaris zijn overgedragen aan Arno Degroot. De familiale banden van Werner en Etienne zijn binnen de club trouwens niet verdwenen. Zo behoort Thomas Schiemsky, kleinzoon van Werner en Etienne, tot het bestuur maar ook Eugeen Crabbé, schoonzoon van Etienne, maakt deel uit van het huidige bestuur. Deze laatste beheert tevens ook de financiële kant van de club. Tot slot wordt het huidige bestuur nog aangevuld met Omer Vanherwegen die de rol vervult van algemeen sportief verantwoordelijke.

### 2000 - 2006
aansluiting bij de KBVB en promotie naar derde provinciale

### 2006 - 2010
De gloriejaren van Atlas Linter in derde provinciale A

### 2010 - 2015
De wederopbouw na degradatie + kampioenschap in 2013.

### 2015 - 2019
Opnieuw degradatie met als dieptepunt in 2019 het slechtste resultaat van Atlas Linter sinds de aansluiting bij de KBVB.

### 2019 - 2024
Nadat de club in 2019 haar slechtste resultaat sinds de aansluiting bij de KBVB behaalde en na de coronaperiode besloot men opnieuw mee te willen doen voor de prijzen. In het seizoen 2021-2022 werd onder meer ex-profvoetballer Yorick Antheunis binnengehaald als speler en assistent-trainer, met zijn komst hoopt de club een gooi te kunnen doen naar de titel, maar helaas kent Atlas een te zwakke terugronde om hun doel te bekrachtigen. Het seizoen erop is het opnieuw te betrachting om mee te doen voor de prijzen, maar ook nu loopt het na nieuwjaar mis en is het Zoutleeuw dat de promotie naar 3de provinciale weet te bewerkstelligen. Het seizoen 2023-2024 moet het jaar van Atlas Linter worden, nadat ze hun stevig hebben weten versterken op de transfermarkt lijkt het team van Kari Vanherwegen gewapend om voor het 3de jaar op rij een gooi te doen naar de titel. Na 3 jaar bouwen weet Atlas Linter op de 27ste speeldag van het seizoen de titel in 4de provinciale F binnen te halen door met 1-2 te gaan winnen op het veld van Standaard Neerwinden. Het verloor dat seizoen geen enkele wedstrijd en speelde slechts 2x gelijk. Hierdoor behaalde ze een recordaantal punten van 86/90, tevens het meeste aantal punten van heel België dat seizoen.

## Kosterstadion
De voetbalsite van Atlas Linter ligt langs de Pelsstraat op het hoogste punt van Drieslinter. Van hieruit heeft men een goed verzicht en kan men de voetbalsites van de naburige ploegen KSV.Drieslinter en Sp.Heide Linter makkelijk zien liggen.
De site heeft zijn naam te danken aan bezieler Michel Herinckx. Hij hield zich in zijn jonge jaren bezig met het onderhoud van de kerk te Stok, ook wel gekend als het beroep van koster zijnde.

## Resultaten vanaf 2004-2005
| Seizoen | Klasse | Klasse | Klasse | Klasse | Klasse | Klasse | Klasse | Klasse | Klasse | Reeks                        | Punten                       | Opmerkingen                                                           |
|         | I      | I      | II     | III    | IV     | P.I    | P.II   | P.III  | P.IV   |                              |                              |                                                                       |
| ------- | ------ | ------ | ------ | ------ | ------ | ------ | ------ | ------ | ------ | ---------------------------- | ---------------------------- | --------------------------------------------------------------------- |
| 2004/05 |        |        |        |        |        |        |        |        | 5      | Vierde Prov. F Brab.         | 51                           |                                                                       |
| 2005/06 |        |        |        |        |        |        |        |        | 2      | Vierde Prov. F Brab.         | 68                           | Promotie naar derde provinciale via eindronde.                        |
| 2006/07 |        |        |        |        |        |        |        | 9      |        | Derde Prov. A Brab.          | 42                           |                                                                       |
| 2007/08 |        |        |        |        |        |        |        | 5      |        | Derde Prov. A Brab.          | 48                           |                                                                       |
| 2008/09 |        |        |        |        |        |        |        | 13     |        | Derde Prov. A Brab.          | 35                           |                                                                       |
| 2009/10 |        |        |        |        |        |        |        | 14     |        | Derde Prov. A Brab.          | 26                           | Degradatie naar vierde provinciale                                    |
| 2010/11 |        |        |        |        |        |        |        |        | 4      | Vierde Prov. I Brab.         | 52                           |                                                                       |
| 2011/12 |        |        |        |        |        |        |        |        | 6      | Vierde Prov. I Brab.         | 47                           |                                                                       |
| 2012/13 |        |        |        |        |        |        |        |        | 1      | Vierde Prov. I Brab.         | 64                           | Promotie naar derde provinciale                                       |
| 2013/14 |        |        |        |        |        |        |        | 9      |        | Derde Prov. A Brab.          | 46                           |                                                                       |
| 2014/15 |        |        |        |        |        |        |        | 14     |        | Derde Prov. A Brab.          | 25                           | Degradatie naar vierde provinciale                                    |
| 2015/16 |        |        |        |        |        |        |        |        | 12     | Vierde Prov. H Brab.         | 37                           | 12de plaats op 18 ploegen                                             |
|         | 1A     | 1B     | 1Nat   | 2Afd   | 3Afd   | P.I    | P.II   | P.III  | P.IV   | Competitiehervorming 2016/17 | Competitiehervorming 2016/17 | Competitiehervorming 2016/17                                          |
| 2016/17 |        |        |        |        |        |        |        |        | 7      | Vierde Prov. A Brab.         | 43                           |                                                                       |
| 2017/18 |        |        |        |        |        |        |        |        | 6      | Vierde Prov. A Brab.         | 44                           |                                                                       |
| 2018/19 |        |        |        |        |        |        |        |        | 12     | Vierde Prov. A Brab.         | 20                           | 12de plaats op 14 ploegen. Het slechtste resultaat in jaren           |
| 2019/20 |        |        |        |        |        |        |        |        | 8      | Vierde Prov. A Brab.         | 35                           | Seizoen stopgezet 5 speeldagen voor het einde wegens coronapandemie.  |
| 2020/21 |        |        |        |        |        |        |        |        | -      | Vierde Prov. A Brab.         | -                            | Seizoen na 5 speeldagen afgelast wegens coronapandemie                |
| 2021/22 |        |        |        |        |        |        |        |        | 4      | Vierde Prov. A Brab.         | 56                           |                                                                       |
| 2022/23 |        |        |        |        |        |        |        |        | 6      | Vierde Prov. F Brab.         | 58                           |                                                                       |
| 2023/24 |        |        |        |        |        |        |        |        | 1      | Vierde Prov. F Brab.         | 86                           | Promotie naar derde provinciale met een recordaantal punten van 86/90 |
| 2024/25 |        |        |        |        |        |        |        | 11     |        | Derde Prov. D Brab.          | 38                           |                                                                       |
| 2025/26 |        |        |        |        |        |        |        |        |        | Derde Prov. D Brab.          |                              |                                                                       |

## Bekende (oud)spelers
- Samuel Greven (ex-Antwerp, Mechelen, Eindhoven en OHL)
- Yorick Antheunis (ex-STVV)

## Varia
Raymond is ook hevige supporter van STVV hierdoor is de link met deze Limburgse club nooit ver weg.
- In de tijd dat er nog jeugd was werd regelmatig een speler van STVV uitgenodigd voor een initiatie training. Zo kregen de jongste leden van de club ooit training van Jeroen Simaeys.

- De elitebeloften van STVV kwamen ooit op bezoek in het Kosterstadion. Ze speelde toen in de voorbereiding een oefenwedstrijd tegen Atlas Linter.